# August L. Mayer
August Liebmann Mayer (Griesheim,  27 de octubre de 1885-Auschwitz, 12 de marzo de 1944) fue un historiador del arte e hispanista alemán, especialista en pintura española del Siglo de Oro. Discípulo de Heinrich Wölfflin (1864-1945), destacado representante de la corriente formalista, Mayer fue el primero en aplicar una metodología moderna al estudio de la historia del arte español. De origen judío, murió en el campo de concentración de Auschwitz el 12 de marzo de 1944, cinco días después de ser deportado desde Drancy.

## Biografía

### Carrera profesional
Nacido en el seno de una acomodada familia de comerciantes judíos asentados en Darmstadt, capital de Hesse, en 1904 marchó a Múnich para cursar estudios humanísticos en su universidad. Un año después, orientado ya hacia los estudios de historia del arte, se trasladó a Berlín donde enseñaba Wölfflin. Viajó por Italia y España localizando y estudiando la obra de José de Ribera, a quien dedicó su tesis doctoral: Jusepe de Ribera (lo Spagnoletto), presentada en 1907 y publicada un año después, con la que iniciaba sus estudios sobre el arte hispánico.
Volvió a España en 1908 para continuar sus estudios sobre la pintura valenciana, iniciados al redactar su tesis sobre Ribera, y adentrarse en el estudio de la pintura sevillana anterior a Murillo, interesándose particularmente por la obra de Juan de Roelas. También viajó a Granada, donde localizó documentos fundamentales para la biografía de Alonso Cano.
En el verano de 1909, de regreso a Alemania, comenzó a trabajar como ayudante sin sueldo en la Alte Pinakothek de Múnich. A continuación publicó Toledo, guía de viaje dedicada a Carl Justi en la que incluyó un primer estudio dedicado a El Greco. La exposición en Múnich y Düsseldorf de la colección del húngaro Marczell von Nemes, con pinturas antiguas y modernas de Tintoretto a Cezanne, en cuya organización y catalogación colaboró, dio a Mayer la oportunidad de profundizar en la obra del cretense, presentado como precursor de la modernidad y eje de la colección de Nemes, quien se encontraba en posesión de once de sus pinturas de las que siete se mostraron en aquella ocasión junto al Laocoonte, por entonces en depósito en el museo muniqués. Como fruto de esos estudios en 1911 publicó la primera monografía dedicada al Greco escrita en alemán.

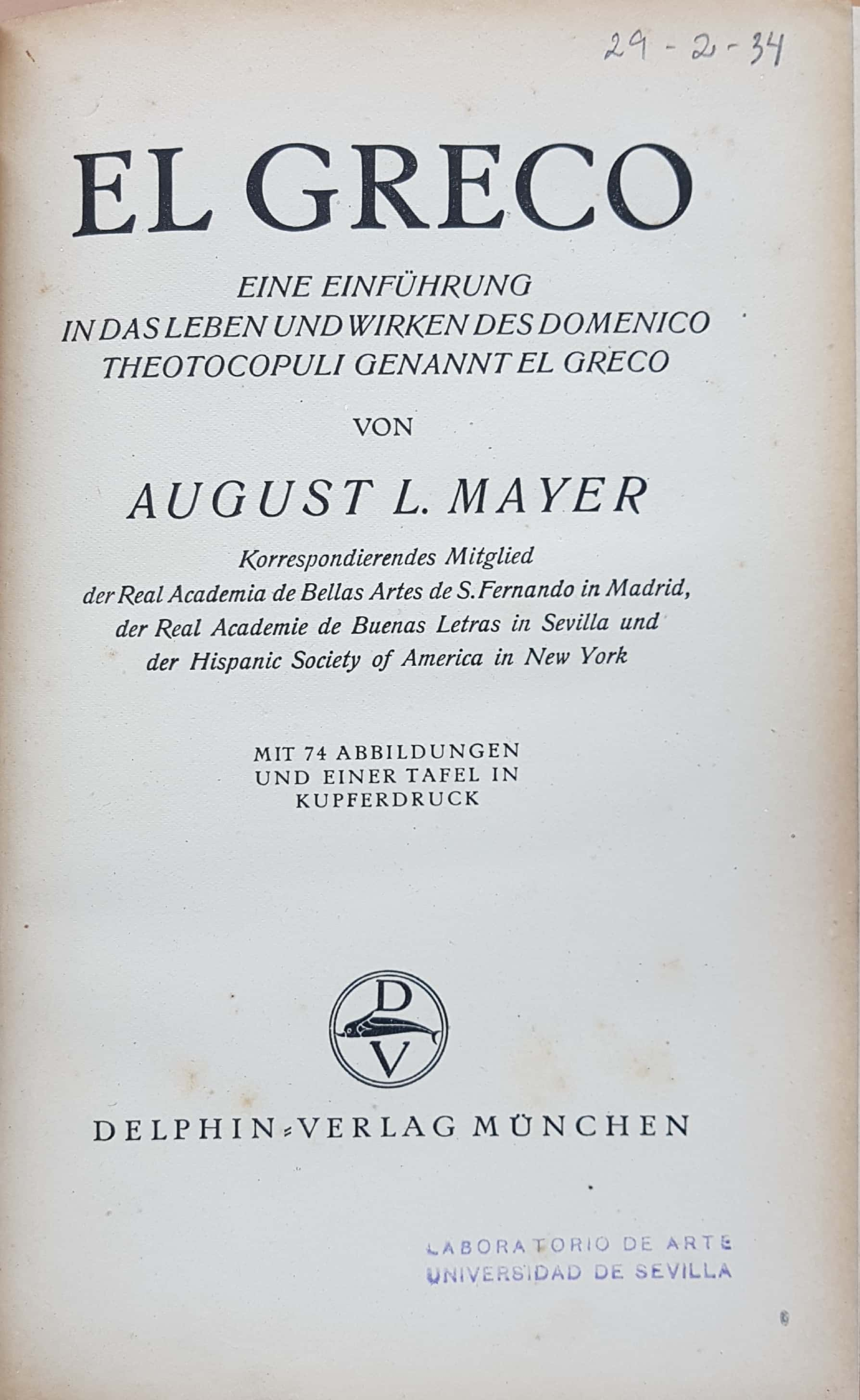
El Greco: eine Einführung in das Leben und Wirken des Domenico Theotocopuli Genannt el Greco (1911)

También en 1911 publicó su aportación al estudio de la escuela sevillana y organizó en Múnich la primera muestra de pintura antigua española celebrada en Alemania. En 1911, 1912 y 1913 fue invitado por el Ministerio de Educación español para pronunciar sendos ciclos de conferencias sobre arte español en Madrid. Esa dedicación al estudio de la pintura española le valió la concesión de la Orden de Alfonso XII en 1911. Dos años después fue reconocido también con la Orden de Carlos III por sus gestiones para obtener de Nemes la cesión al Museo del Prado del Socorro de Génova por el marqués de Santa Cruz de Antonio de Pereda, que el propio Mayer había identificado como parte de la serie de batallas para el Salón de Reinos del Palacio del Buen Retiro, y en 1914 fue nombrado académico correspondiente de la Real Academia de San Fernando.
A partir de 1912 compatibilizó su trabajo en la Pinacoteca, de la que a finales de 1913 fue nombrado conservador, con la docencia en la universidad de Múnich, a la que poco antes se había trasladado Wölfflin como titular de la cátedra de Historia del Arte. 
El estallido de la Gran Guerra interrumpió sus vacaciones en Londres. Llamado a filas, sirvió algunos meses en infantería aunque inmediatamente fue reclamado por la dirección de los museos bávaros para proseguir con su labor de catalogación de la Neue Pinakothek. Dedicó también los años de la guerra, en los que no pudo viajar a España, a trabajar en el catálogo de la obra de Tintoretto. En septiembre de 1918, y como parte de la campaña de propaganda alemana en el exterior, Mayer presentó en Basilea una exposición dedicada a los expresionistas muniqueses, entre ellos Paul Klee, Franz Marc y Alfred Kubin o el escultor Edwin Scharff. Wilhelm von Bode lo acusó entonces de ser agente del marchante Paul Cassirer, a quien a su vez acusaba de comerciar para el enemigo. Mayer, no obstante, mantuvo su decidido apoyo a los expresionistas, incluso después de que estos apoyasen la Revolución de Noviembre y fuesen por ello tachados de revolucionarios y antipatriotas por los nacionalistas, aunque a excepción de Klee ninguno de ellos se sumase luego a los espartaquistas, defendiendo, en un artículo publicado en mayo de 1919, tras el aplastamiento del levantamiento espartaquista, que el arte es siempre revolucionario.
Concluida la guerra reinició sus viajes a España, a donde llegó ya en noviembre de 1919 para supervisar la edición de su historia de la pintura española. Siguió viajando a España con regularidad en los años inmediatos, centrándose ahora en el estudio de la escultura cristiana. En el otoño de 1920 lo hizo acompañado de Aloise Deuschinger (Rabenstein, 1891 - París, 1941), católica checa con la que recientemente había contraído matrimonio y con quien tuvo una única hija, Angelika, nacida en 1930, bautizada y formada en la religión católica por deseo de Mayer, cuya labor investigadora continuó. También en los difíciles años de la posguerra prosiguió con su labor de divulgar el conocimiento del arte español en Alemania, para lo que organizó en 1921 una exposición dedicada al Greco, de quien presentó en 1926 el catálogo crítico de su obra completa.
Como culminación de su carrera profesional, en 1927 fue ascendido a conservador jefe de las Colecciones Estatales de Baviera. En estos años, sin abandonar sus trabajos en la universidad y en la pinacoteca, desarrolló una actividad incesante, realizando continuos viajes por Europa y América a la vez que iniciaba la preparación del catálogo de la obra de Velázquez y sacaba adelante otros estudios variados, como los dedicados a Goya y a José Gutiérrez-Solana, entendidos como expresionistas, y se encargaba de la edición de la revista Pantheon.

### Campaña de difamación contra Mayer
A raíz de la inauguración en Múnich, en junio de 1930, de la exposición de la colección Schloß Rohoncz (luego Thyssen-Bornemisza), un grupo de historiadores del arte y profesores universitarios de ideología nacionalista iniciaron una campaña de desprestigio contra Mayer a quien acusaban de lucrarse con la expertización de obras de arte de autenticidad dudosa. El misterio que había rodeado la formación de la colección hizo sospechar, además, que su presentación no fuese sino una operación comercial en la que también estaría implicado Mayer, a quien se acusó además de participar en la exportación ilegal de unos Grecos, lo que acabó por indisponerle con algunos reputados historiadores españoles, como Elías Tormo. Aun cuando todas aquellas acusaciones fueron desmentidas por los presuntamente estafados así como por Francisco Javier Sánchez Cantón, subdirector del Museo del Prado, quienes no dudaron en salir en defensa de la honestidad de Mayer, el ministerio bávaro de Educación y Cultura le abrió expediente atendiendo a la denuncia de Ernst Heinrich Zimmermann, director general del National Germanisches Museum de Núremberg. Tras confesar alguna irregularidad administrativa, porque no siempre había solicitado permiso del museo para expertizar y, por consiguiente, no había entregado a la Pinacoteca todos los honorarios que le correspondían, a finales de enero de 1931 presentó la dimisión de sus cargos en las colecciones bávaras y en la universidad. 
La dimisión no satisfizo a sus detractores y, aun cuando entre ellos había alguno también judío, al debatirse en abril de ese año en el parlamento de Baviera los presupuestos de la Pinacoteca, un diputado del NSDAP habló de los daños que a la reputación de Múnich había causado el «judío Levi Mayer», como prueba del mal que hacían al arte los historiadores de ese origen, «que siguiendo las leyes de su raza simplemente ven todo como objeto de comercio».

### Últimos años. Exilio en Francia
Tras las dimisiones Mayer continuó con sus estudios, dando a la luz una nueva monografía sobre El Greco, el último de sus libros publicado en Alemania, y viajó a Londres para participar en la exposición de arte español organizada por el anticuario Thomas Harris. Entre tanto la persecución contra él continuaba: en marzo de 1933, tras el ascenso de Hitler al poder, fue arrestado acusado de evasión de capitales e impago de impuestos. Pasó cuatro meses en prisión, sometido a frecuentes interrogatorios. Por fin, tras un intento de suicidio, en julio fue liberado pero se le impuso una multa de 115.000 marcos y para pagarla se vio obligado a vender parte de su colección de obras de arte. En 1934 se le reclamaron nuevas multas y deudas con Hacienda que le obligaron a desprenderse de todos sus bienes para recuperar el pasaporte, y en cuanto dispuso de él, en enero de 1935, marchó a Buenos Aires donde la Asociación de Amigos del Museo de Bellas Artes le había invitado a pronunciar un ciclo de conferencias. A finales de 1935 se reunió con su familia en París. En abril se trasladó con su mujer y su hija a Madrid donde inició los trámites para obtener la nacionalidad.
Establecido en París recuperó gracias a las gestiones del anticuario estadounidense Joseph Duveen parte de su biblioteca y pudo publicar en Londres su catálogo razonado de la obra de Velázquez. Tras el estallido de la guerra, convertido en apátrida, fue detenido en Arcachon, camino de Barcelona, y retenido en un campo de concentración de septiembre a diciembre de 1939. Una vez liberado pudo retornar a París con su familia, pero la entrada del ejército alemán supuso un nuevo internamiento en Toulouse de mayo a junio de 1940. A continuación se estableció en Niza, sin poderse reunir con su esposa, que falleció en París en 1941. 
En Niza y Mónaco, donde se refugió tras una nueva entrada de los alemanes en la ciudad francesa, sobrevivió asesorando, bajo el seudónimo de Henri Antoine, a marchantes alemanes establecidos en Francia que, a su vez, eran agentes de Karl Haberstock, anticuario berlinés, miembro del partido nazi al tiempo que ayudaba a numerosos judíos a escapar, y uno de los principales asesores del Sonderauftrag Linz, el gran museo proyectado por Hitler. Hans Wenland, otro anticuario alemán que sirvió de intermediario en la venta de un Rembrandt a Goering, hizo posible el reencuentro de Mayer con su hija en Niza. Nada de ello impidió su detención por la Gestapo el 13 de febrero de 1944, denunciado por Louis Delclève, un galerista de Niza que había vendido también alguna obra a Haberstock. Unos días después llegó a Drancy de donde el 7 de marzo salió deportado con destino a Auschwitz. Murió, según Wenland en la cámara de gas, el día 12 de marzo. La noticia tardó en conocerse: todavía en 1946 el marqués de Lozoya hizo gestiones con intención de invitarle a dar algunas conferencias en Madrid.

## Obra (selección)
- Jusepe de Ribera. (Lo Spagnoletto). Tesis doctoral, 1907, Verlag Hiersemann, Leipzig 1908. Con 59 fotograbados en blanco y negro. 2ª edición corregida y aumentada, Leipzig, 1923.
- Toledo, Verlag E. A. Seemann, Leipzig 1910.
- El Greco: eine Einführung in das Leben und Wirken des Domenico Theotocopuli genannt El Greco. Múnich, Delphin Verlag, 1911. 50 fotograbados intercalados. Reediciones en 1916 y 1920.
- Die Sevillaner Malerschule, Klinkhardt & Biermann, Leipzig, 1911.
- Geschichte der spanischen Malerei, 2 tomos, Klinkhardt & Biermann, Leipzig 1913, 1922. Edición española, Historia de la pintura española, Madrid, 1929, 2ª ed. corregida, 1942.
- Segovia, Avila und El Eskorial. E. A. Seemann, Leipzig, 1913.
- Murillo - des Meisters Gemälde. DVA, Stuttgart-Berlín 1913
- Kleine Velazques-Studien. Delphin Verlag, Múnich, 1913. 16 reproducciones en blanco y negro.
- Manual de Historia del Arte, volumen 13 - Pintura del Renacimiento en Italia, tomo 2: Malerei des 15. und 16. Jahrhtds. in Oberitalien. Erich v. d. Bercken, Berlín Neubabelsberg Athenaion, 1917
- Grünewald: Der Romantiker des Schmerzes, Múnich, Delphin-Verlag 1917.
- Expressionistische Miniaturen des deutschen Mittelalters. Múnich, Delphin Verlag 1918.
- Alt-Spanien, Müller & Rentsch Verlag, Múnich, 1921. Edición en inglés, Architecture and Applied Arts in Old Spain, Brentano, Nueva York, 1921.
- Der spanische Nationalstil des Mittelalters. Leipzig, 1922.
- Mittelalterliche Plastik in Spanien. Delphin Verlag, Múnich, 1922.
- Francisco de Goya. Bruckmann, Múnich, 1922. Con 434 ilustraciones en blanco y negro. Edición en inglés, Londres, 1924; en español, Labor, Barcelona-Buenos Aires, 1925; italiana, Bérgamo, 1933.
- Mittelalterliche Plastik in Italien. Delphin, Múnich, 1923.
- Gotische Portalskulpturen in Spanien. Leipzig 1923.
- Spanische Barock-Plastik. Múnich, 1923.
- Jacopo Tintoretto Múnich, 1923.
- Anthonis van Dyck. O. C. Recht, Múnich, 1923
- Diego Velazquez. Berlin 1924. Con 115 reproducciones en blanco y negro.
- Dominico Theotocopuli El Greco: Kritisches und illustriertes Verzeichnis d. Gesamtwerkes. F. Hanfstaengl, Múnich, 1926, profusamente ilustrada.
- La pintura española. Labor, Artes Plásticas 73-74, Barcelona-Buenos Aires, 1926.
- Gotik in Spanien. Leipzig 1928, ed. española: El estilo gótico en España, Espasa-Calpe, Madrid-Barcelona, 1929, 2ª ed., 1943.
- El Greco. Klinhardt & Biermannm, Berlín, 1931. Con 122 fotograbados en blanco y negro.
- El estilo románico en España, Espasa-Calpe, Madrid-Barcelona, 1931.
- Velazquez: a catalogue raisonné of the Pictures and Drawings. Faber and Faber, Limited, Londres, 1936, con 399 reproducciones en 198 láminas.
- Velazquez, Éditions Pierre Tisné, París, 1940; edición española, Kramer, Buenos Aires, 1940; edición en inglés, Nueva York, 1940.